# Jacek Bąk
Jacek Waldemar Bąk, född 24 mars 1973 i Lublin, är en polsk före detta fotbollsspelare. Under sin karriär spelade han bland annat i Lyon, samt för det polska landslaget.

## Karriär

### Klubblag
Jacek Bąk startade sin karriär i Motor Lublin där han gjorde debut som 16-åring. Två år senare flyttade han till Lech Poznań där han under sin första säsong vann Ekstraklasa, klubbens tredje titel på fyra år. Sommaren 1995 skrev Bąk på för franska Lyon och vann Ligue 1 2001/2002, då han dock bara spelade en match. I januari 2002 flyttade Bąk till Lens som kom tvåa i ligan efter just Lyon.
Bąk avslutade karriären 2010 efter två säsonger i Al Rayyan samt tre år i Austria Wien.

### Landslag
Jacek Bąk gjorde debut för Polens landslag 1 februari 1993 mot Cypern. Han var med i truppen till både VM 2002 och VM 2006 där Polen åkte ut i gruppspelet båda gångerna. Han var även med i EM 2008 och avslutade efter turneringen sin landslagskarriär efter 96 landskamper och tre mål.

## Meriter
Lech Poznań
- Ekstraklasa: 1993

Lyon
- Ligue 1: 2002 (spelade en match och blev under säsongen såld till Lens)

Al Rayyan
- Emir of Qatar Cup: 2006

Austria Wien
- Österrikiska cupen: 2009